# Tonka, Varva
Tonka (în ucraineană Тонка) este un sat în comuna Ozereanî din raionul Varva, regiunea Cernihiv, Ucraina.

## Demografie
Componența lingvistică a localității Tonka
     Ucraineană (100%)
Conform recensământului din 2001, toată populația localității Tonka era vorbitoare de ucraineană (100%).